# India Hair
India Hair (Saumur, 1987) è un'attrice francese.

## Biografia
Figlia di un ceramista americano e di un'inglese, ha trascorso la sua infanzia e giovinezza nella cittadina di Thizay, dove si trovava l'atelier del padre. Diplomatasi al Conservatorio regionale di Nantes nel 2007, si è poi iscritta al Conservatoire national supérieur d'art dramatique di Parigi.
Ha cominciato a recitare nel 2011. L'anno seguente ha ricoperto uno dei ruoli principali nel film Camille redouble, che le è valso il premio Lumière per la migliore promessa femminile, oltre che una candidatura ai premi César 2013 nella stessa categoria.

## Filmografia parziale

### Cinema
- Camille redouble, regia di Noémie Lvovsky (2012)
- Le Beau Monde, regia di Julie Lopes-Curval (2014)
- Rester vertical, regia di Alain Guiraudie (2016)
- Petit paysan - Un eroe singolare (Petit Paysan), regia di Hubert Charuel (2017)
- Marvin, regia di Anne Fontaine (2017)
- Una intima convinzione (Une intime conviction), regia di Antoine Raimbault (2018)
- Mandibules - Due uomini e una mosca (Mandibules), regia di Quentin Dupieux (2020)
- La Ligne - La linea invisibile (La Ligne), regia di Ursula Meier (2022)
- Jeanne du Barry - La favorita del re (Jeanne du Barry), regia di Maïwenn (2023)
- Niente da perdere (Rien à perdre), regia di Delphine Deloget (2023)
- Tre amiche (Trois Amies), regia di Emmanuel Mouret (2024)
- Jeunes Mères, regia di Jean-Pierre e Luc Dardenne (2025)

### Televisione
- Paris, etc. – serie TV, 7 episodi (2016)
- Chiami il mio agente! (Dix pour cent) – serie TV, episodio 4x04 (2020)

## Riconoscimenti
- Premio César
  - 2013 – Candidatura alla migliore promessa femminile per Camille redouble
  - 2021 – Candidatura alla migliore promessa femminile per Poissonsexe
- Premio Lumière
  - 2013 – Migliore promessa femminile per Camille redouble

## Doppiatrici italiane
- Beatrice Caggiula in Jeanne du Barry - La favorita del re